# River Hills (Wisconsin)
River Hills es una villa ubicada en el condado de Milwaukee en el estado estadounidense de Wisconsin. En el Censo de 2010 tenía una población de 1.597 habitantes y una densidad poblacional de 116,17 personas por km².

## Geografía
River Hills se encuentra ubicada en las coordenadas 43°10′25″N 87°56′2″O / 43.17361, -87.93389. Según la Oficina del Censo de los Estados Unidos, River Hills tiene una superficie total de 13.75 km², de la cual 13.29 km² corresponden a tierra firme y (3.35%) 0.46 km² es agua.

## Demografía
Según el censo de 2010, había 1.597 personas residiendo en River Hills. La densidad de población era de 116,17 hab./km². De los 1.597 habitantes, River Hills estaba compuesto por el 82.28% blancos, el 6.26% eran afroamericanos, el 0.25% eran amerindios, el 7.51% eran asiáticos, el 0% eran isleños del Pacífico, el 1% eran de otras razas y el 2.69% pertenecían a dos o más razas. Del total de la población el 4.13% eran hispanos o latinos de cualquier raza.